# Braunschweig Open 2025
Il Braunschweig Open 2025 è stato un torneo maschile di tennis professionistico. È stata la 31ª edizione del torneo, facente parte della categoria Challenger 125 nell'ambito dell'ATP Challenger Tour 2025, con un montepremi di 181 000 €. Si è giocato dal 7 al 12 luglio 2025 sui campi in terra rossa del Braunschweiger Tennis und Hockey Club di Braunschweig, in Germania.

## Partecipanti

### Teste di serie
| Nazionalità | Giocatore               | Ranking* | Testa di serie |
| ----------- | ----------------------- | -------- | -------------- |
| Argentina   | Tomás Martín Etcheverry | 53       | 1              |
| Spagna      | Roberto Carballés Baena | 74       | 2              |
| Belgio      | Raphaël Collignon       | 85       | 3              |
| Argentina   | Mariano Navone          | 91       | 4              |
| Paesi Bassi | Botic van de Zandschulp | 92       | 5              |
| Austria     | Filip Misolic           | 111      | 6              |
| Argentina   | Juan Manuel Cerúndolo   | 112      | 7              |
| Italia      | Francesco Passaro       | 131      | 8              |

* Ranking al 30 giugno 2025.

### Altri partecipanti
I seguenti giocatori hanno ricevuto una wild card per il tabellone principale:
- Diego Dedura
- Tom Gentzsch
- Christoph Negritu

I seguenti giocatori sono entrati in tabellone come alternate:
- Nerman Fatić
- Max Houkes
- Saba Purtseladze
- Elias Ymer

I seguenti giocatori sono passati dalle qualificazioni:
- Alex Barrena
- David Jordà Sanchis
- Rudolf Molleker
- Mika Petkovic
- Alex Molčan
- Norbert Gombos

## Punti e montepremi
| Torneo    | Torneo              | V      | F      | SF    | QF    | 2T    | 1T    | Q | Q2  | Q1  |
| Singolare | Punti               | 125    | 64     | 35    | 16    | 8     | 0     | 5 | 3   | 0   |
| Singolare | Premi in denaro (€) | 19 650 | 11 570 | 6 850 | 3 990 | 2 345 | 1 420 | – | 710 | 355 |
| Doppio    | Punti               | 125    | 64     | 35    | 16    | –     | 0     | – | –   | –   |
| Doppio    | Premi in denaro (€) | 8 420  | 4 900  | 2 940 | 1 750 | –     | 990   | – | –   | –   |

## Campioni

### Singolare
Mariano Navone ha sconfitto in finale  Juan Manuel Cerúndolo con il punteggio di 6–3, 7–5.

### Doppio
Vasil Kirkov /  Bart Stevens hanno sconfitto in finale  Alexander Merino /  Christoph Negritu con il punteggio di 6–2, 6–3.